# پرواز (فیلم ۲۰۱۰)
پرواز (به هندی: Udaan) فیلمی محصول سال ۲۰۱۰ و به کارگردانی ویکرامیدیتیا موتوانی است. در این فیلم بازیگرانی همچون راجات بارمچا، رونیت روی، آیان بورادیا، رام کاپور، مانجوت سینگ، آناند تیواری ایفای نقش کرده‌اند.